# St. Franziskus (Rapperswil-Kempraten)

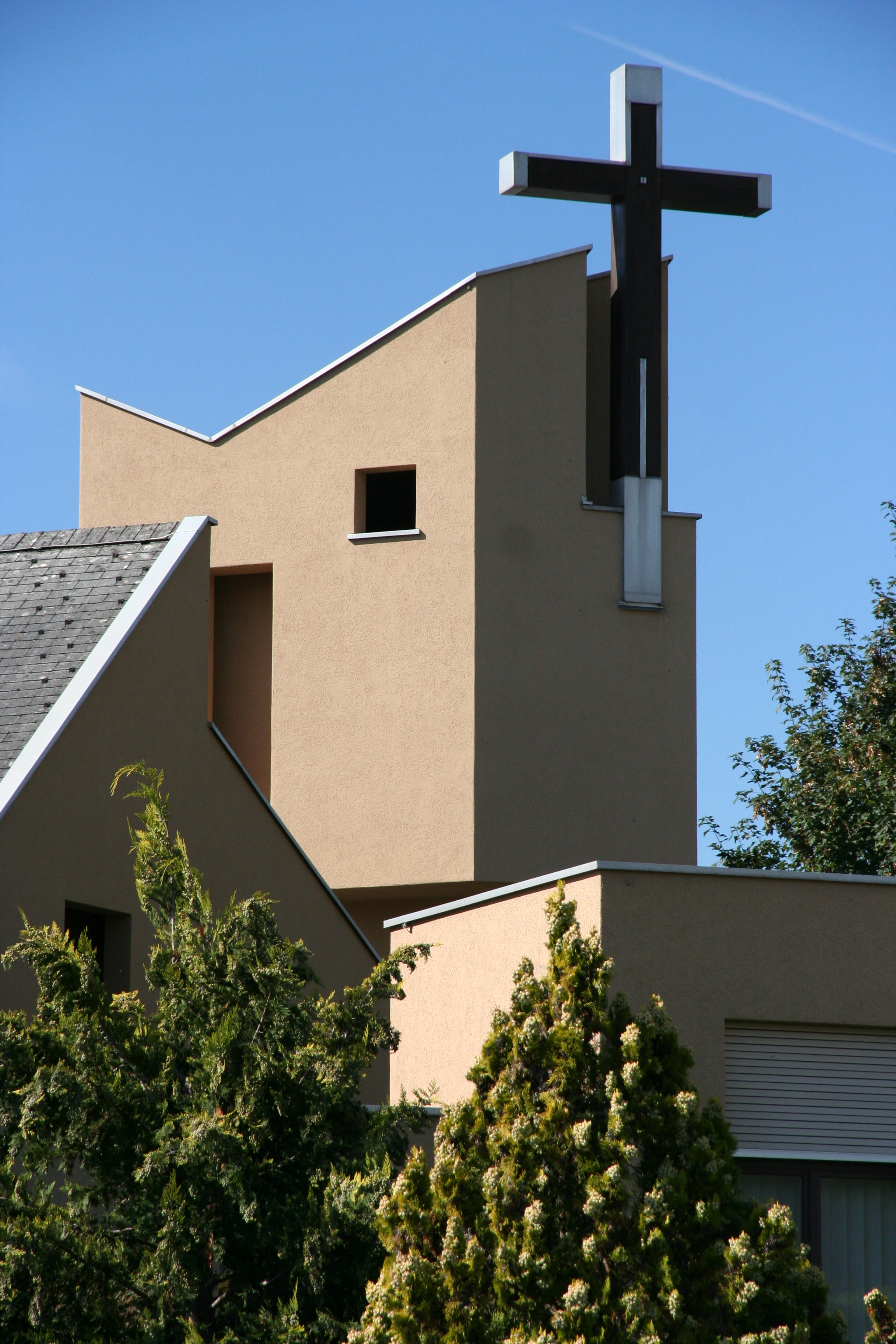
Kirche St. Franziskus, Glockenträger

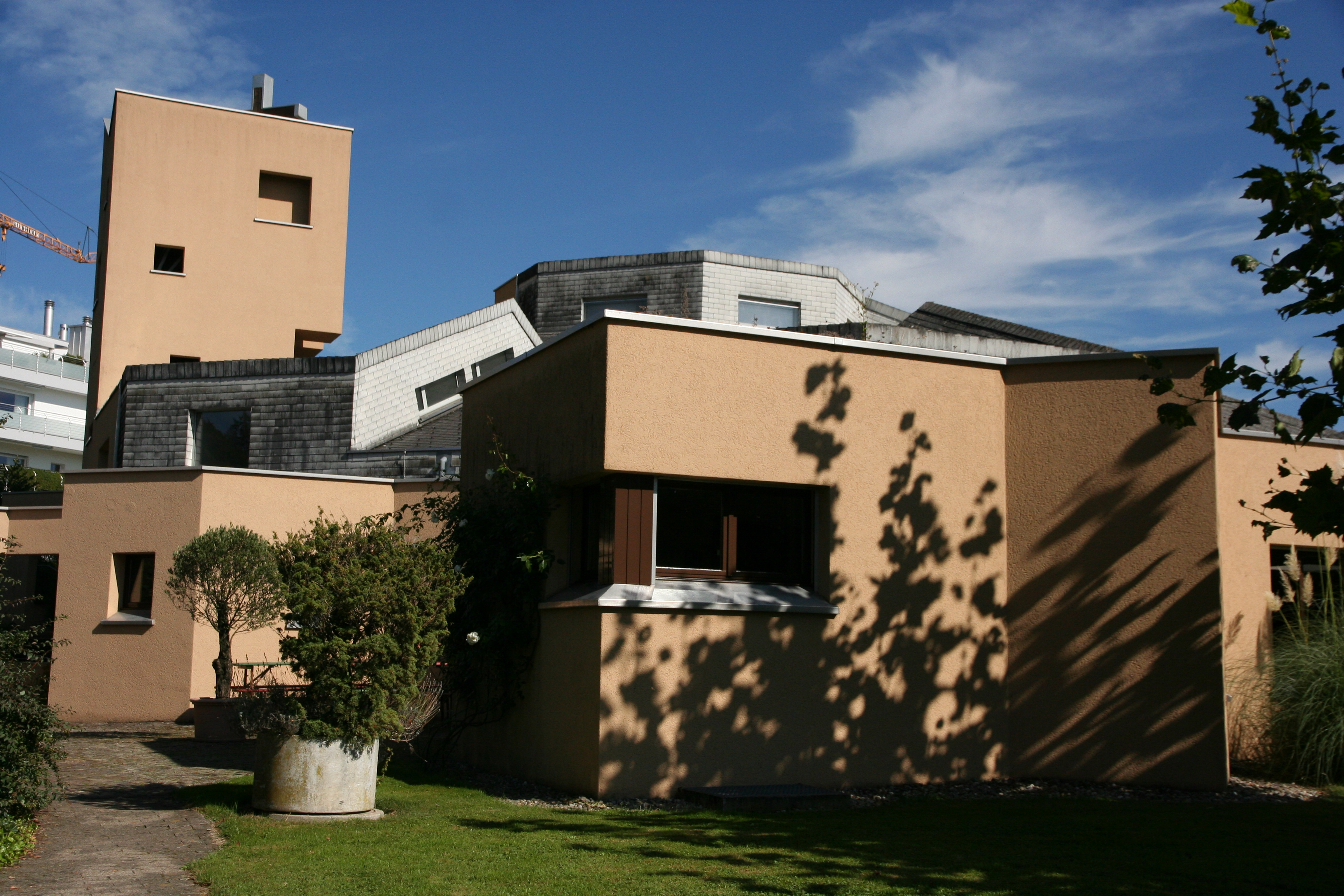
Ansicht von Süden

Die Kirche St. Franziskus ist eine römisch-katholische Kirche im Ortsteil Kempraten der Gemeinde Rapperswil-Jona im Kanton St. Gallen. Es handelt sich um die einzige Pfarrkirche im Bistum St. Gallen, die dem Hl. Franz von Assisi geweiht ist. Zudem ist dieser Bau die jüngste Kirche, die von Architekt Walter M. Förderer entworfen wurde.

## Geschichte

### Vorgeschichte und Namensgebung
Schon vor der Gründung der Pfarrei Rapperswil im Jahr 1253 war Busskirch das kirchliche Zentrum der gesamten Region. Während Jona SG seit 1310 von Rapperswil aus betreut wurde, blieben die übrigen Hofgebiete zu Busskirch kirchgenössig, sodass für die Bewohner von Kempraten der weite Kirchweg dorthin führte. 1945 wurde diese Pfarreizugehörigkeit aufgehoben, wobei Kempraten und der Lenggis (Unterhof) der Stadtpfarrei Rapperswil zugeteilt wurden, während die Kirche St. Martin samt dem südlichen Gebiet (Höfe) zur Pfarrei Jona kam. Da die St. Ursula-Kapelle mit ihren 120 Sitzplätzen für die Katholiken von Kempraten zu klein war, stimmte die katholische Kirchgemeinde Rapperswil im Jahr 1962 dem Kauf der «Krone» in Kempraten zu, um auf dem Baugrund eine Kirche zu realisieren. Als aber für den Raum Lenggis eine Verdoppelung der Bevölkerung für die 1970er Jahre prognostiziert wurde, erwarb die Kirchgemeinde 1972 ein Areal in der Rebhalde, auf dem stattdessen die Kirche errichtet wurde.

### Entstehungs- und Baugeschichte
Am 8. April 1974 beschloss die Bürgerversammlung den Bau des Kirchenzentrums für Kempraten. 1975 konnte sich Walter M. Förderer mit seinem Projekt Landschaft beim Architekturwettbewerb durchsetzen. An der Kirchgemeindeversammlung vom 29. November 1976 wurde sein Projekt von der Bevölkerung gutgeheissen. Es handelt sich um den letzten Entwurf eines Kirchenraums, den Förderer gestaltete. Danach zog er sich von der Architektur zurück und widmete sich ausschliesslich dem raumplastischen Schaffen. Deshalb wurde der Bau durch Rudolf Lüscher und Jost Meier in den Jahren 1978–1979 ausgeführt, mit denen Walter M. Förderer bis zum Gewinn des Wettbewerbs von Kempraten sein Architekturbüro betrieben hatte. Die Weihe fand am 25. März 1979 statt, der Bischof von St. Gallen, Otmar Mäder, erhob per Dekret Kempraten am 1. Juli 1982 zur Pfarrei.

## Baubeschreibung

### Entstehungsprozess und Charakteristik
Die Kirche St. Franziskus Kempraten ist die zehnte und zugleich letzte Kirche, welche nach Plänen von Walter M. Förderer realisiert wurde. Bei der Gestaltung seiner Kirchbauten hielt sich Förderer an eine räumlich-plastische Vorgehensweise, die seine ursprüngliche Ausbildung als Bildhauer widerspiegelt: Seine Eindrücke von der Landschaft und den umgebenden Bauten liess er in die Entwicklung des Raumprogramms und in das Aussehen seiner Kirche einfliessen. Nach ersten Skizzen mit Kohle auf Zeichnungsblättern entwickelte Förderer seine Ideen für den Kirchbau an kleineren und grösseren Modellen weiter. Diese fotografierte er von verschiedenen Seiten und brachte auf den Fotos Korrekturen an, nach denen er das Baumodell weiterentwickelte. Bis zum Erstellen der Betonschalungen durch die Bauarbeiter vor Ort modifizierte Förderer seine Ideen stets weiter, ohne das Grundkonzept seines Entwurfs zu verändern. So entstanden keine Zweckbauten, sondern laut Brentini «die grossmassstäbliche Umsetzung einer begeh- und erlebbaren Plastik, die sich mit der geforderten Funktion zu einem neuen Ganzen verbindet».
Architekt Walter M. Förderer charakterisierte seine Kirchbauten wie folgt: «Meine Bauten sind von der Topographie, von Eigenheiten des Geländes, von der Einstellung des Auftraggebers mitbestimmt… Mein Bau sollte nach allen Seiten wirken, zu einer Gesamtgestalt beitragen.» Wichtiger als die Funktionalität des Kirchbaus war Förderer die Umsetzung seiner plastischen Vorstellungen. Ein Hauptmerkmal der Kirchbauten von Förderer ist die konsequente Verwendung von Beton auf Kosten anderer Baumaterialien wie Marmor oder Edelhölzer, die bei Sakralbauten anderer Architekten benutzt wurden. Weitere Merkmale der Kirchen von Förderer sind polygonale Grundrisse, die räumliche Ausrichtung von Pfarrzentrum und Pfarrhaus auf den Kirchenraum, komplizierte und verschachtelte Volumen sowie eine indirekte Lichtführung im Kircheninnern.

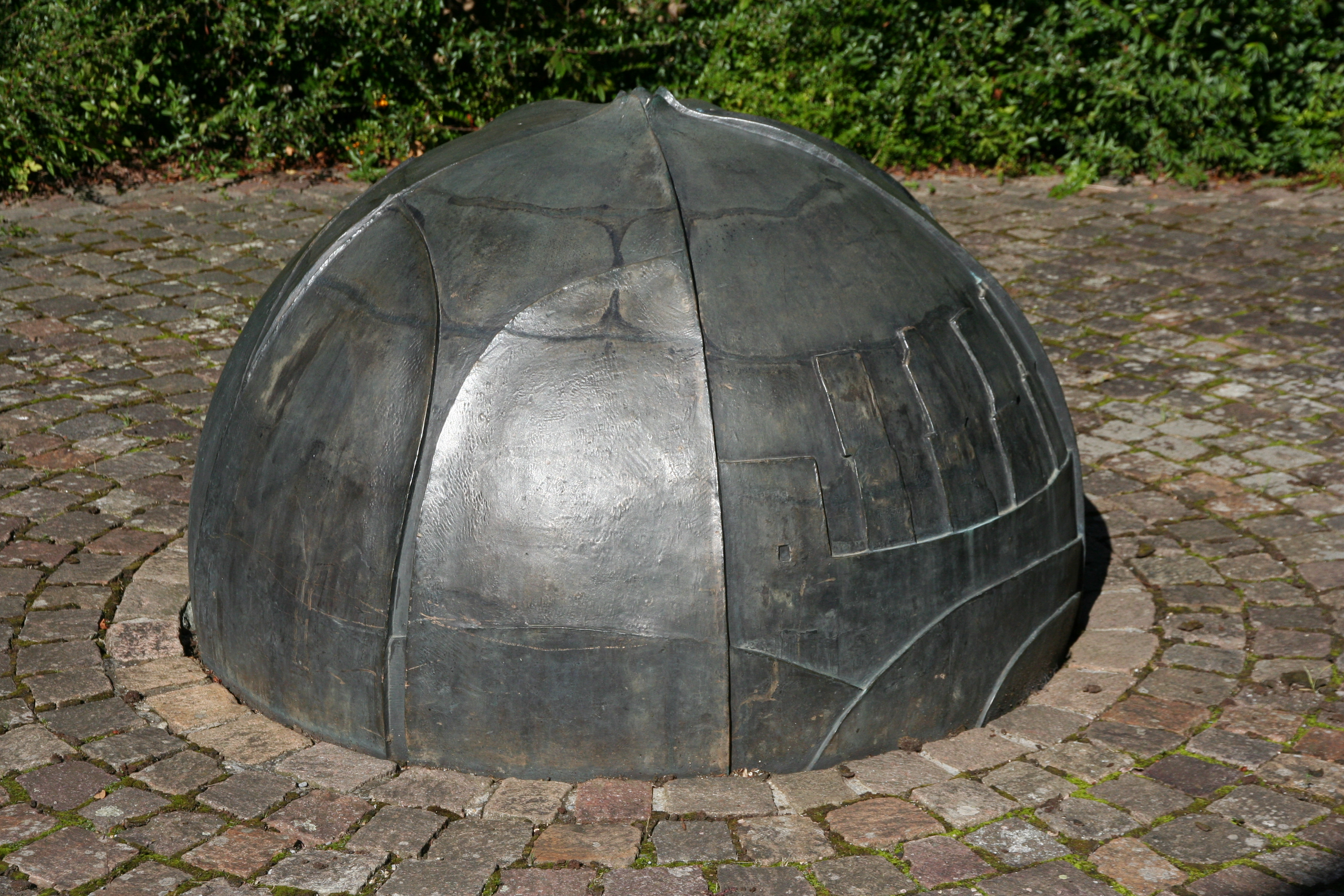
Plastik Schöpfung von Fredy Ambroschütz

### Äusseres und Glocken
Die Kirche St. Franziskus befindet sich an der Fluhstrasse in unmittelbarer Nähe des Bahnhofs Kempraten auf abfallendem Gelände. Von der Strasse her wirkt das verputzte, in Sienatönen gestrichene Gebäude gedrungen. Statt eines hohen Kirchturms verweist ein gut sichtbares, dem Glockenträger vorgelagertes Kreuz auf die kirchliche Bestimmung des Gebäudes.
In der Glockenstube befindet sich ein dreistimmiges Geläute, das von der Firma H. Rüetschi, Aarau im Jahr 1978 gegossen wurde und in der Tonfolge es – g – b erklingt.
Im Aussenraum der Kirche finden sich Werke des Bildhauers Fredy Ambroschütz: In der Turmecke ist der Grundstein eingelassen, im westlichen Hof symbolisiert ein kugelförmiger, reliefierter Bronzeguss die Schöpfung, die sich auf Gott hin öffnet und auf ihn hinwächst. Verschiedene Zugänge führen ins Innere des kirchlichen Zentrums.

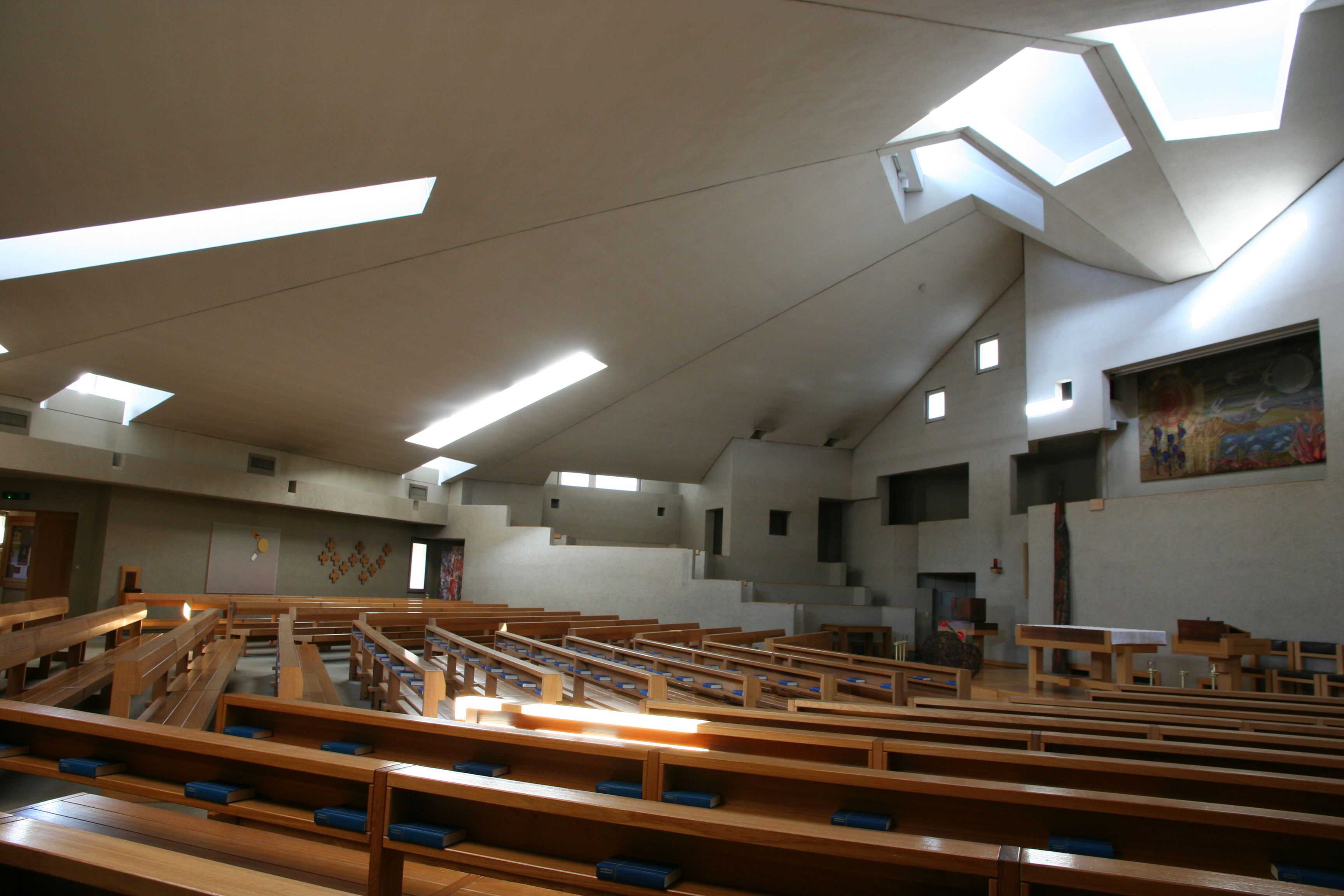
Innenansicht

### Innenraum und künstlerische Ausstattung
Das Foyer führt im Halbkreis um den Kirchenraum und verbindet die Räume des Pfarreizentrums mit der Kirche, auf die der ganze Komplex ausgerichtet ist. Der Kirchenraum ist in Weisstönen gehalten und wird durch zahlreiche Fensteröffnungen an den Mauern und im aufstrebenden Dach erhellt. Das Dach steigt zur Chorwand hin an, ist jedoch über dem Altarraum gekröpft. Grosse Oberlichter, die mit ihrer Dreizahl auf die Trinität verweisen, erhellen den Altarraum mit Tageslicht. Typisch für Förderer-Kirchen ist ein balkonartiger Gang in der Chorwand, der teilweise durch Mauerzüge verdeckt ist.
Auf der rechten Seite des Altars ist an der Wand ein grosses Kreuz angebracht, auf der linken Seite befindet sich der Tabernakel. Die Stühle für die Gottesdienstbesucher sind in drei Blöcken halbkreisförmig auf den Altar ausgerichtet, wobei der mit grauem Teppich belegte Boden leicht zum Altarraum abfällt, sodass auch von den hinteren Stuhlreihen ein guter Blick auf den Altar möglich wird. Indem Förderer einen Einheitsraum ohne Abtrennung von Altarbezirk und Raum für die Gläubigen schuf, unterstrich er den nach-vatikanischen Charakter der Kirche St. Franziskus. Auf der rechten Seite der Altarwand ist eine Empore für die Orgel und den Kirchenchor eingerichtet, auf der linken Seite bildet eine Estrade, der für Gottesdienstbesucher vorgesehen ist, das Pendant zur Orgel- und Sängerempore.
Walter M. Förderer schuf als ausgebildeter Bildhauer den Altar, den Ambo, den Taufstein sowie das Kreuz an der Chorwand aus hellen und dunklen Hölzern. Altar und Ambo sind auf einem Podest aufgestellt. An der Chorwand über dem Altar ist in einer grösseren Nische ein Wandteppich aufgehängt. Er thematisiert den Sonnengesang des Kirchenpatrons, des Hl. Franziskus, und wurde von Pfarreiangehörigen nach einem Entwurf von Margrit Schär-Bütler geschaffen. Zwei weitere Bildwerke weisen auf Franz von Assisi hin: In der Nische beim westlichen Eingang ist Franziskus lebensgross zu sehen. Das andere Bild zeigt die Gemeinde, die zusammen mit Franziskus dem Vorbild Jesu nachfolgt. Jost Blöcklinger (1934–1989) schuf diese beiden Bildtafeln. Beim Beichtzimmer findet sich ein barockes Kruzifix, um das auf hellen Holztafeln acht Bilder von Josef Vollenweider angebracht sind, die die Passion Christi erzählen. Eine Muttergottesstatue aus dem 17. Jahrhundert ergänzt die Ausstattung der Kirche.

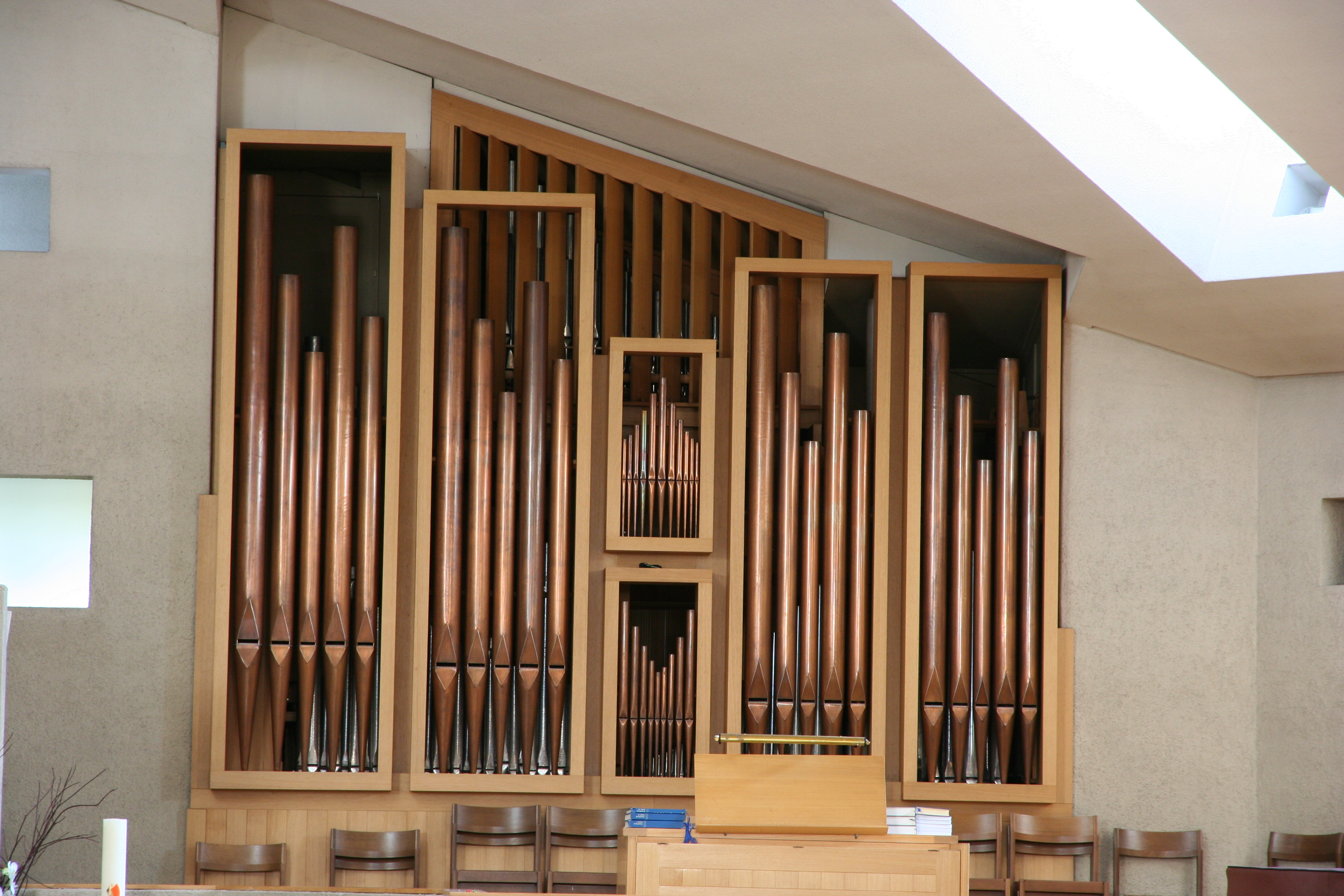
Graf-Orgel von 1979

### Orgel
Wie in allen Kirchen von Förderer befindet sich die Orgel samt Sängerbereich in der Nähe des Altarbezirks. Die Bedeutung der Musik für die Liturgie wird durch die Erhöhung der Orgel samt Sängerbereich als Tribüne ausgedrückt. Am Instrument vorbei führt der Weg zum Meditationsraum San Damiano. Im Jahr 1979 errichtete die Firma Orgelbau Graf AG, Sursee, das Instrument mit 17 Registern auf zwei Manualen und Pedal. Um den Blick für den Organisten auf das liturgische Geschehen und bei Chorbegleitung auf den Dirigenten zu ermöglichen, weist die Orgel einen freistehenden Spieltisch aus. Die Prospektpfeifen bestehen aus Kupfer. 2024 wurde die Orgel durch Orgelbau Späth renoviert und geringfügig in der Disposition verändert.
| I Hauptwerk C–g3 |       |
| Prinzipal        | 8′    |
| Rohrflöte        | 8′    |
| Oktave           | 4′    |
| Spitzflöte       | 4′    |
| Oktave           | 2′    |
| Mixtur IV        | 1 ⁄3′ |

| II Schwellwerk C–g3 |      |
| Gedackt             | 8′   |
| Prinzipal           | 4′   |
| Rohrflöte           | 4'   |
| Waldflöte           | 2′   |
| Sesquialter         | II   |
| Cymbel              | 1⁄2′ |
| Krummhorn           | 8′   |
| Tremulant           |      |

| Pedal C–f1 |     |
| Subbass    | 16′ |
| Offenbass  | 8′  |
| Dolkan     | 4′  |
| Zinke      | 8′  |

- Normalkoppeln: II/I, I/P, II/P
- Spielhilfen: Orgelpleno, Absteller

Im Gemeinderaum Klara befindet sich zusätzlich eine Truhenorgel der Firma Klop aus Garderen/NL.